# کارل نیلسن

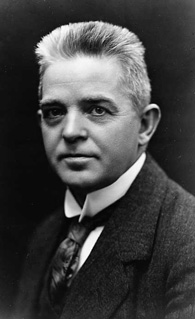
کارل نیلسن

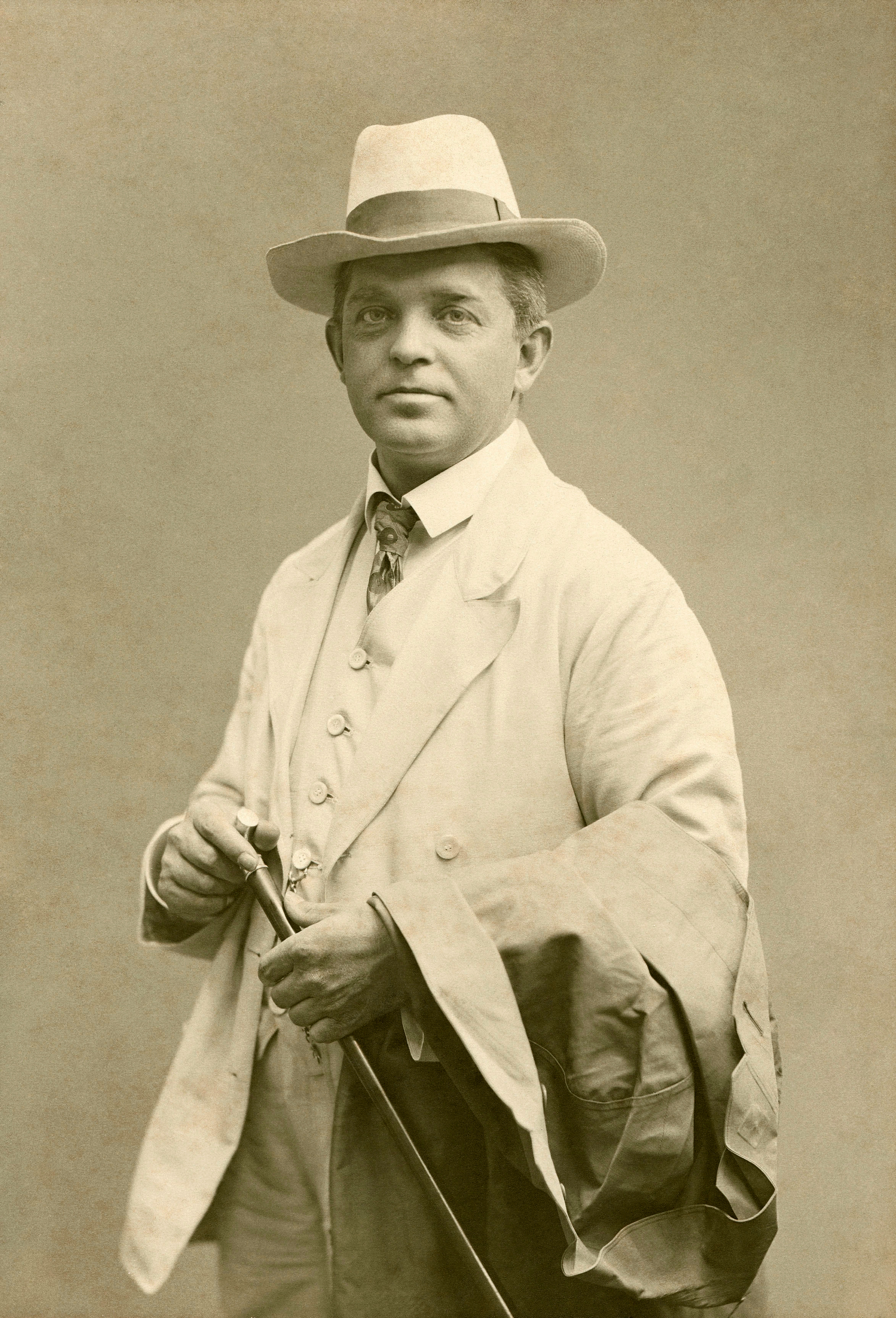
کارل نیلسن

کارل اَوگوست نیلسن (به دانمارکی: Carl August Nielsen)‏ (تلفظ دانمارکی: [kɑ:l ˈnelsn̩])‏ (۹ ژوئن ۱۸۶۵، فیونی - ۳ اکتبر ۱۹۳۱، کپنهاگ) آهنگساز دانمارکی بود.

## برخی از آثار
- ۳ موتت
- ۶ سمفونی
- کنسرتو فلوت
- کنسرتو کلارینت
- کنسرتو ویلن
- «پان و سیرنکس» برای ارکستر
- سرناد برای کلارینت، باسون، هورن، ویلنسل و کنترباس

## شنیدن آثار
- deezer
- youtube